# Subtilisine
La subtilisine est une protéase à sérine qui catalyse l'hydrolyse des protéines avec une faible spécificité en matière de liaison peptidique. Elle agit préférentiellement à proximité d'un grand résidu d'acide aminé non chargé. Elle a été isolée à partir de Bacillus subtilis, d'où son nom, mais est également produite par d'autres bactéries, telles que Bacillus amyloliquefaciens.
La subtilisine de B. subtilis est une protéine de 275 résidus d'acides aminés. Son mécanisme d'action fait intervenir une triade catalytique constituée des résidus Asp-32, His-64 et Ser-221 : bien qu'ils soient distants les uns des autres dans la structure primaire de la protéine, ces trois acides aminés sont voisins dans la structure tertiaire de l'enzyme, dont ils constituent le site actif. Le carboxylate de la chaîne latérale de l'Asp-32 forme une liaison hydrogène avec le proton de l'atome d'azote de l'imidazole de l'His-64.  L'autre atome d'azote de l'His-64 forme une liaison hydrogène avec le proton de l'hydroxyle de la Ser-221, dont l'atome d'oxygène est nucléophile. Ce dernier attaque les liaisons peptidiques des substrats, avec l'aide de l'amide de la chaîne latérale de l'Asn-155.